# ساری‌آرقا
ساری‌آرقا (انگلیسی: Saryarka — Steppe and Lakes of Northern Kazakhstan) یک منطقه جغرافیایی در قزاقستان و جزء میراث جهانی یونسکو است.
ساری‌آرقا در زبان قزاقی به معنای «رشته‌کوه زرد» است.